# Ctenus villasboasi
Ctenus villasboasi este o specie de păianjeni din genul Ctenus, familia Ctenidae, descrisă de Mello-leitao, 1949. Conform Catalogue of Life specia Ctenus villasboasi nu are subspecii cunoscute.